# Erone di Bisanzio
Erone di Bisanzio noto anche come Erone il giovane (per distinguerlo da Erone il vecchio, cioè Erone di Alessandria, autore di scritti famosi di poliorcetica) (fl. IX secolo) è il nome convenzionale attribuito a un matematico e scrittore militare bizantino, vissuto, presumibilmente, nel IX secolo.

## Biografia
Molti storici lo chiamano, più correttamente (ma lontani dalla univocità) Anonymus Byzantinus.  Questi è l'autore di due opere, Parangelmata poliorcetica e Geodesia pubblicate a Bisanzio nel IX secolo (alcune indicazioni astronomiche suggeriscono l'anno 938). Queste opere sono state tradotte in latino da Francesco Barozzi nel 1572 con i titoli Liber de machinis bellicis e Liber de geodaesia. La Geodesia è un'opera sulla geometria e sulla balistica, che fa uso di pratiche sulle mura di Costantinopoli, le cui tecniche sono illustrate con disegni.
Il Poliorketikon di Erone è un manuale di poliorcetica che si rifà a quello di Apollodoro di Damasco, che al posto degli schemi bidimensionali statici di quel lavoro presenta una prospettiva tridimensionale con la raffigurazione di figure umane per chiarire meglio i concetti espressi.
Vi sono riportati passaggi e tecniche da Ateneo Meccanico, Filone di Bisanzio e Bitone. Il manoscritto è stato tradotto in inglese e ora si trova nella Biblioteca Vaticana. In questo manuale ci sono 58 pagine e 38 illustrazioni colorate.
Poiché l'artiglieria ancora non aveva assunto un ruolo preminente nel campo dell'assedio, le macchine d'assedio sono le protezioni più utili per avanzare fino alle fortificazioni e minarle. Erone include nel suo testo le testuggini (in greco Χηλοναι), un nuovo stile slavo di testuggine chiamato laisai (λαισαι) generato dai rami intrecciati e viti, le palizzate, gli arieti, le scale, le reti, le torrette ed i ponticelli.